# FMA IA 63 Pampa
FMA IA 63 Pampa je enomotorno reaktivno šolsko vojaško letalo, ki se lahko uporablja tudi kot lahki jurišnik. Letalo so zasnovali pri argentinskem Fabrica Militar de Aviones (FMA) z asistenco od nemškega Dornier. 
Načrtovanje naslednika Morane-Saulnier MS.760 Paris se je začelo leta 1978. Za pogon so izbrali ameriški motor Garrett TFE731. Pampa ima visokonameščeno superkritično krilo, vendar krilo nima naklona. Letalo je večinoma grajeno iz aluminija, na določeni komponentah so uporabili karbonska vlakna.  

## Specifikacije (IA 63)
Podatki iz Jane's All The World's Aircraft 1988–89
Splošne karakteristike
- Posadka: 2 (študent in inštruktor)
- Dolžina: 10,93 m (35 ft 10¼ in)
- Razpon kril: 9,69 m (31 ft 9¼ in)
- Višina: 4,29 m (14 ft 1 in)
- Površina kril: 15,63 m² (168,2 ft²)
- Aeroprofil: Dornier DoA-7
- Teža praznega letala: 2821 kg (6219 lb)
- Naložena teža: 3500 kg (7716 lb)
- Maks. vzletna teža: 5000 kg (11023 lb)
- Pogon letala: 1 × Garrett TFE731-2-2N turbofan, 15,57 kN (3500 lbf)

 Zmogljivost 
- Neprekoračljiva hitrost: Mach 0,81 (na višini 9500 m (31170 ft))
- Maks. hitrost: 819 km/h (442 vozlov, 509 mph) na višini 7000 m (22965 ft)
- Potovalna hitrost: 747 km/h (403 vozlov, 464 mph) na višini 4000 m (13125 ft)
- Doseg: 1500 km (809 nmi, 932 milj)
- Višina leta: 12900 m (42325 ft)
- Hitrost vzpenjanja: 30,2 m/s (5950 ft/min)

Oborožitev

- Strelno orožje: 1× 30 mm (1.18 in) Defa-Giat 554
- Nosilci za orožje: 5 s kapaciteto 

  - 400 kg (880 lb) na notranjih podkrilnih nosilcih
  - 250 kg (550 lb) na podrupnem nosilcu in zunanjih podkrilnih nosilcih